# Yoshioka Kohei
Kohei Yoshioka (sinh ngày 22 tháng 4 năm 1985) là một cầu thủ bóng đá người Nhật Bản.

## Sự nghiệp câu lạc bộ
Kohei Yoshioka đã từng chơi cho SC Sagamihara, Grulla Morioka và Fujieda MYFC.